# Taha al-Hashimi
Ṭāhā al-Hāshimī (1888 – Londra, 1961) è stato un generale e politico iracheno.
Ṭāhā al-Hāshimī (Arabo طه الهاشمى) servì per un breve periodo come Primo ministro iracheno, dal 1º febbraio 1941 al 1º aprile dello stesso anno. Era stato nominato Premier dall'Emiro ʿAbd al-Ilāh, Reggente per conto del minorenne Fayṣal II, in seguito alle forti pressioni di Londra perché l'Iraq si allineasse alla sua politica, in funzione antitedesca e anti-italiana. Questo aveva condotto alla deposizione del governo anti-britannico e filo-Asse di Rashīd ʿAlī al-Kaylānī nel corso della Seconda guerra mondiale ma il diffuso sentimento nazionalistico e anti-britannico provocò un nuovo colpo di Stato (il secondo dopo quello di Bakr Sidqi del 1937) che convinse ʿAbd al-Ilāh ad abbandonare precipitosamente il Paese nel timore tutt'altro che astratto di essere assassinato.
Ṭāhā al-Hāshimī rassegnò allora le proprie dimissioni e l'incarico di formare una nuova compagine ministeriale fu assunto di nuovo ad al-Kaylānī, che godeva del pieno appoggio del Quadrato d'oro. Al posto del Reggente, riparato sotto la protezione delle baionette britanniche, fu prescelto l'Emiro Sharaf.
Ṭāhā al-Hāshimī era fratello maggiore di Yāsīn al-Hāshimī, anch'egli un militare prestato alla politica irachena, che già aveva guidato vari governi del suo Paese tra il 1924 e il 1936.